# رافاييل فالنسيا
رافائيل بلنثية، بالإسبانيَّة Rafael Valencia‏ (1952 في بيرلانغا - 12 يونيو 2020 في إشبيلية) أستاذ جامعي، ومترجم، وكاتب، ومستعرب، وأكاديمي، متخصِّص في الأدب والإسلام ومؤرِّخ الفن من إسبانيا.

## حياته
حصل على لقب الإجازة في الفلسفة والأدب (الإسلام وفقه اللغة السامية والعربية) من جامعة برشلونة (1976)، وعلى لقب الدكتوراه من جامعة مدريد الكمبلوتنسي وذلك في عام 1986 بأطروحة بعنوان اشبيلية المسلمة حتى سقوط الخلافة: اجتهادات الباحث، والتي قام بالإشراف عليها خواكين فالفي بيرميخو.
عمل كأستاذ مساعد في جامعة بغداد (1978 – 1979)، وكأستاذ زائر في عدة جامعات أرجنتينية منها جامعة بوينوس أيرس، جامعة السلفادور، الجامعة الكاثوليكية البابوية، والمعهد العالي للعلوم الحربية بين العديد من الجامعات الأخرى خلال 1990 – 1997، كما وعمل كأستاذ مشارك في جامعات المغرب في فاس، مراكش، الرباط وتطوان (1998-2008) وفي جامعة قطر (2003).
التحق بجامعة اشبيلية كأستاذ مساعد في عام 1982، بعدها حصل على لقب بروفيسور عام 1987. قام بتدريس اللغة العربية، تاريخ الإسلام، تاريخ وأدب الأندلس. كان عضواً في فريق إكسيبيليا للأبحاث العلمية، ومديراً للمعهد العربي-الإسباني للثقافة في بغداد (1979-1982) وأكاديميًا منتخبًا للأكاديمية الاشبيلية الملكية للفنون التي تم اختياره فيها كمدير عام 2014.
توفي في إشبيلية عن عمر يناهز 68 عامًا في 12 يونيو 2020 نتيجة نوبة قلبية.    

## مؤلفاته
ترك رافائيل فالنسيا إرثًا مهمًا من خلال قيامه بتأليف العديد من المقالات والدراسات ونشرها في كتب ومجلات متخصصة عدة. كما كان مؤلفًا مشاركًا في ما يقرب من مئة كتاب.
من ضمن أعماله التي لا تُعد تبرز المساهمات التي أدخلها على موسوعة الأندلس الكبرى و الموسوعة الاشبيلية الشاملة، ومن أعماله الشخصية لا بد ذكر دراساته عن ابن خلدون والأدب الأندلسي واشبيلية المسلمة وهي:
·       رافاييل فالنسيا رودريغيز (1985). «ابن خلدون. مقدمة في التاريخ». مقتطفات. مكتبة الثقافة الأندلسية (44) (اشبيلية: مطبعة الأندلس المتحدة).
·      (1988). جامعة مدريد الكومبلوتنسي، اشبيلية المسلمة حتى سقوط الخلافة: اجتهادات الباحث. مدريد.
·      (1990). شعر أندلسي إيحائي. اشبيلية: عربة الثلج.
·      (2006). «اشبيلية خلال القرن الرابع عشر واشبيلية التي عاش فيها ابن خلدون». مؤسسة الإرث الثقافي الأندلسي – منظمة خوسيه مانويل لارا، إشبيلية في القرن الرابع عشر (تحرير رافاييل فالنسيا رودريغيز). اشبيلية.
·      «قصر الملك دون بيدرو الأول الكازار اشبيلية 1356-1366». ابن خلدون: البحر الأبيض المتوسط في القرن الرابع عشر: صعود وهبوط الإمبراطوريات. منظمة خوسيه مانويل لارا.
·      (2006). «نيجيريا شعباً وأرضاً». نيجيريا. التراث الثقافي والطبيعي (تحرير رافاييل فالنسيا رودريغيز). برشلونة: مطبعة لايا ليبروس. (تُرجم أيضًا إلى الإنجليزية والفرنسية).
·       فخرو، ناصر أ. الكواري، محمد ك. المهندي، حسن إبراهيم (2003). قطر: التراث الثقافي والطبيعي (مترجمة إلى العربية والكتالونية والإسبانية والإنجليزية).